# 미래의 선택
《미래의 선택》은 2013년 10월 14일부터 2013년 12월 3일까지 KBS 2TV에서 방송된 월화 미니시리즈이다. 한편 이 드라마는 성희롱적 발언 장면을 청소년시청보호시간대 등에 내보내어 방송통신심의위원회로부터 '주의' 조치를 받았다.

## 줄거리
- 보다 나은 나 자신을 위해 미래의 내가 찾아와 조언을 해주고 다른 운명을 개척할 수 있도록, 인생의 새로운 전환점을 제시하는 타임슬립형 로코 드라마

## 등장 인물

### 주요 인물
- 윤은혜 : 방송작가의 꿈을 가진 모닝3팀 막내 작가 나미래 역
- 이동건 : '김신의 모닝쇼'라는 데일리매거진을 단독 진행하는 YBS의 대표 아나운서 김신 역
- 정용화 : 모닝3팀의 막내 VJ 박세주 역
- 한채아 : 모닝3팀의 미녀 리포터 서유경 역
- 최명길 : 자신의 운명을 바꾸기 위해 과거로 돌아온 미래의 나미래 큰미래 역

### 방송국 사람들
- 오정세 : 나미래의 친오빠이자 모닝3팀 팀장 나주현 역
- 이미도 : 2년째 막내 작가로 구르고 있는 방송국 서브작가 4년차 배현아 역
- 안세하 : 능력없고 게으른데다 잘난체까지 쩌는 모닝3팀의 문제PD 이재수 역
- 고두심 : 영건그룹 창업주의 딸이자 현 YBS의 회장 이미란 역

### 그 외 사람들
- 서준 : 서울대 MBA를 졸업한 수제이지만 엉뚱한 박세주의 비서 최비서 역
- 김지호 : 블랙맨 역

아줌마 미래를 쫓는 의문의 남자
- 지영우 : 세주친구 역

세주와 재벌남의 친구
- 장은아 : 아나운서 역
- 김효서 : 주희경 역
- 이정혁
- 이정성 : 의사 역
- 최민 : 김용태 역
- 이우진 : 방송국 기술 감독 역
- 서지연 : 주현 아내 역

### 특별출연
- 바람 : 창공 역
- 남명렬 : 미래의 김신 역
- 신보라 : 연예인 역

## 시청률
아래 표에서 파란색 숫자는 '최저 시청률'을, 빨간색 숫자는 '최고 시청률'을 나타낸다.
| 2013년      | 2013년      | 2013년         | 2013년       | 2013년         | 2013년       |
| 회차        | 방송일      | TNmS 시청률    | TNmS 시청률  | AGB 시청률     | AGB 시청률   |
| 회차        | 방송일      | 대한민국(전국) | 서울(수도권) | 대한민국(전국) | 서울(수도권) |
| ----------- | ----------- | -------------- | ------------ | -------------- | ------------ |
| 제1회       | 10월 14일   | 8.4%           | 9.5%         | 9.7%           | 9.9%         |
| 제2회       | 10월 15일   | 7.9%           | 9.0%         | 8.6%           | 9.2%         |
| 제3회       | 10월 21일   | 7.2%           | 7.6%         | 8.5%           | 9.0%         |
| 제4회       | 10월 22일   | 5.9%           | 6.5%         | 7.3%           | 8.3%         |
| 제5회       | 10월 28일   | 5.8%           | 6.2%         | 6.5%           | 7.3%         |
| 제6회       | 10월 29일   | 6.7%           | 7.2%         | 7.4%           | 7.9%         |
| 제7회       | 11월 4일    | 5.5%           | 6.1%         | 6.5%           | 7.3%         |
| 제8회       | 11월 5일    | 4.7%           | 5.4%         | 5.4%           | 6.3%         |
| 제9회       | 11월 11일   | 4.6%           | 5.0%         | 5.9%           | 6.9%         |
| 제10회      | 11월 12일   | 5.1%           | 5.5%         | 5.4%           | 6.3%         |
| 제11회      | 11월 18일   | 4.0%           | 4.8%         | 5.0%           | 5.3%         |
| 제12회      | 11월 19일   | 4.2%           | 4.8%         | 4.7%           | 5.5%         |
| 제13회      | 11월 25일   | 3.2%           | 3.5%         | 4.5%           | 4.8%         |
| 제14회      | 11월 26일   | 3.8%           | 4.3%         | 4.3%           | 4.8%         |
| 제15회      | 12월 2일    | 3.5%           | 4.1%         | 4.7%           | 5.7%         |
| 제16회      | 12월 3일    | 3.6%           | 4.0%         | 4.1%           | 5.0%         |
| 평균 시청률 | 평균 시청률 | 5.3%           | 5.8%         | 6.2%           | 6.8%         |

## 사운드트랙
2013년 10월 14일부터 김태우 등이 부른 곡들이 차례로 공개되었다.
정렬 기준은 앨범 발매순이다.

### Part 1
| #  | 제목                 | 작사           | 작곡           | 재생 시간 |
| -- | -------------------- | -------------- | -------------- | --------- |
| 1. | 〈My Lady〉 (김태우) | 한성호, 한경혜 | 김도훈, 이상호 | 3:42      |

### Part 2
| #  | 제목              | 작사           | 작곡            | 재생 시간 |
| -- | ----------------- | -------------- | --------------- | --------- |
| 1. | 〈I'm OK〉 (유나) | 한승훈, 서용배 | 한승훈 , 서용배 | 3:11      |

| #  | 제목                           | 작사   | 작곡                        | 재생 시간 |
| -- | ------------------------------ | ------ | --------------------------- | --------- |
| 2. | 〈사랑을 캐스팅해요〉 (전근화) | 한경혜 | 정용화, 한승훈, VINYL HOUSE | 3:20      |

### OST
| #   | 제목                           | 작사           | 작곡                        | 재생 시간 |
| --- | ------------------------------ | -------------- | --------------------------- | --------- |
| 1.  | 〈My Lady〉 (김태우)           | 한성호, 한경혜 | 김도훈, 이상호              | 3:42      |
| 2.  | 〈It's You〉 (박효신)          | 김도훈         | 한성호                      | 3:30      |
| 3.  | 〈I'm OK〉 (유나)              | 한승훈, 서용배 | 한승훈, 서용배              | 3:11      |
| 4.  | 〈사랑을 캐스팅해요〉 (전근화) | 한경혜         | 정용화, 한승훈, VINYL HOUSE | 3:20      |
| 5.  | 〈혼자만〉 (멜로디데이)        | 한성호         | 한승훈, 박은우              | 3:10      |
| 6.  | 〈파라다이스〉 (신디)          | 이희승         | 김재양, VINYL HOUSE         | 3:04      |
| 7.  | 〈My Lady (Inst.)〉            | 한성호, 한경혜 | 김도훈, 이상호              | 3:42      |
| 8.  | 〈It's You (Inst.)〉           | 김도훈         | 한성호                      | 3:30      |
| 9.  | 〈I'm OK (Inst.)〉             | 한승훈, 서용배 | 한승훈, 서용배              | 3:11      |
| 10. | 〈Puzzle Box〉                 |                |                             | 2:49      |
| 11. | 〈The Choice of Mirea〉        |                |                             | 3:10      |
| 12. | 〈Futrue City〉                |                |                             | 2:10      |
| 13. | 〈나를 오르다〉                |                |                             | 3:10      |
| 14. | 〈Moring Dew〉                 |                |                             | 2:59      |
| 15. | 〈Love Christmas〉             |                |                             | 3:11      |

## 경쟁 프로그램
- 불의 여신 정이 (MBC, 2013년 7월 1일 ~ 2013년 10월 22일)
- 기황후 (MBC, 2013년 10월 28일 ~ 2014년 4월 22일)
- 수상한 가정부 (SBS, 2013년 9월 23일 ~ 2013년 11월 26일)
- 따뜻한 말 한마디 (SBS, 2013년 12월 2일 ~ 2014년 2월 11일)
- 네 이웃의 아내 (JTBC, 2013년 10월 14일 ~ 2013년 12월 24일)